# متلازمة السرطان

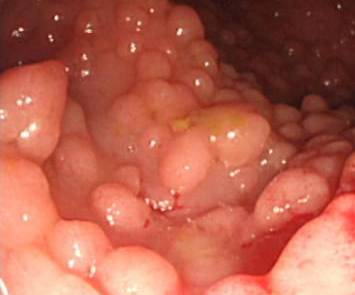
داء السلائل أو داء البولبيات العائلي و هو متلازمة سرطانية حيث يوجد مئات الآلاف من الأورام الحميدة في القولون.

 متلازمة السرطان أو متلازمة السرطان الوراثية هي اضطراب جيني يحدث بسبب طفرة في الجينات الوراثية في واحدة أو أكثر من الجينات فيتعرض الأفراد المتضررون إلى تطور السرطان ويمكن أيضًا أن تتسبب بالظهور المبكر لهذة السرطانات. لا يظهر خطر متلازمة السرطان فقط على حياة الأنسان وإنما أيضًا تؤدي إلى نمو العديد من الأورام الأولية المستقلة.. فالعديد من المتلازمات تحدث بسبب طفرة في الجينات المسؤولة عن حماية الخلايا من التحول إلى خلايا سرطانية.
قد تتأثر جينات آخرى بذلك مثل جين الحمض النووي حمض نووي ريبوزي منقوص الأكسجين، والجينات المسرطنة والجينات المسؤولة عن إنتاج الأوعية الدموية. ومن الأمثلة الشائعة على متلازمات السرطان هي متلازمة سرطان الثدي والمبيض الوراثي، ومتلازمة سرطان القولون غير البوليبي الوراثي.

## خلفية عن متلازمة السرطان
متلازمة السرطان الوراثية هي أساس 5 - 10% من جميع أنواع السرطانات.وكان المفهوم العلمي لقابلية الإصابة بمتلازمة السرطان قد أخذ في التوسع: فقد تم العثور على المزيد من المتلازمات، فأصبح مضمون البيولوجيا أكثر وضوحًا، والتسويق لعلم الوراثة التشخيصية ساعد على التدخل الإكلينيكي. نظرًا لانتشار متلازمة سرطان الثدي والقولون، فمتلازمة سرطان الثدي والمبيض الوراثي (HBOC)، ومتلازمة سرطان القولون غير البوليبي (HNPCC, Lynch syndrome).
بعض أنواع السرطانات النادرة ترتبط بشدة مع قابلية الإصابة بمتلازمة السرطان الوراثي . ينبغي أن يجرى الاختبار الجيني في حال الإصابة بسرطان الغدة الكظرية، والأورام السرطانية، وسرطان المعدة المنتشر، وسرطان قناة الرحم، وسرطان الصفاق الأولي، والورم الأرومي العضلي الأملس، وسرطان الغدة الدرقية، وورم المستقتيمات، وورم القواتم، وسرطان الخلايا الكلوية، وسرطان كاره اللون، وورم المنتبجات الكلوي، والورم الدهني.

## علم الوراثة

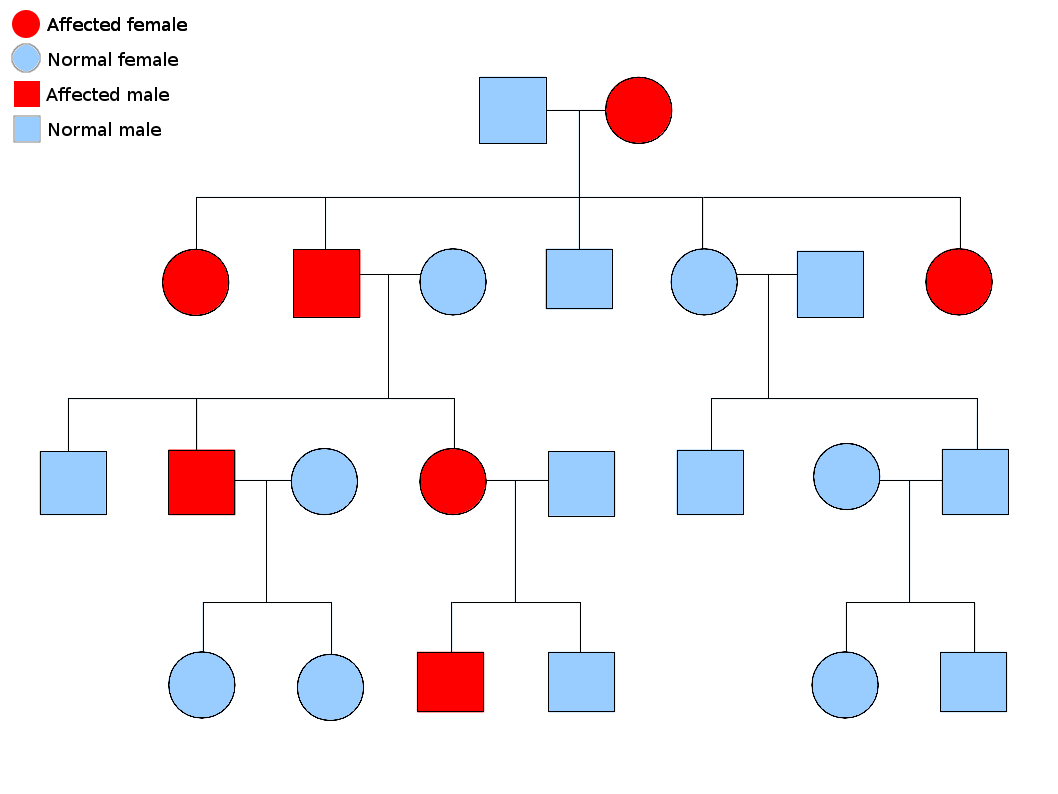
مثال على ذلك شجرة العائلة على متعلق صبغي سائد، حيث تورث العديد من متلازمات السرطان بهذة الطريقة.

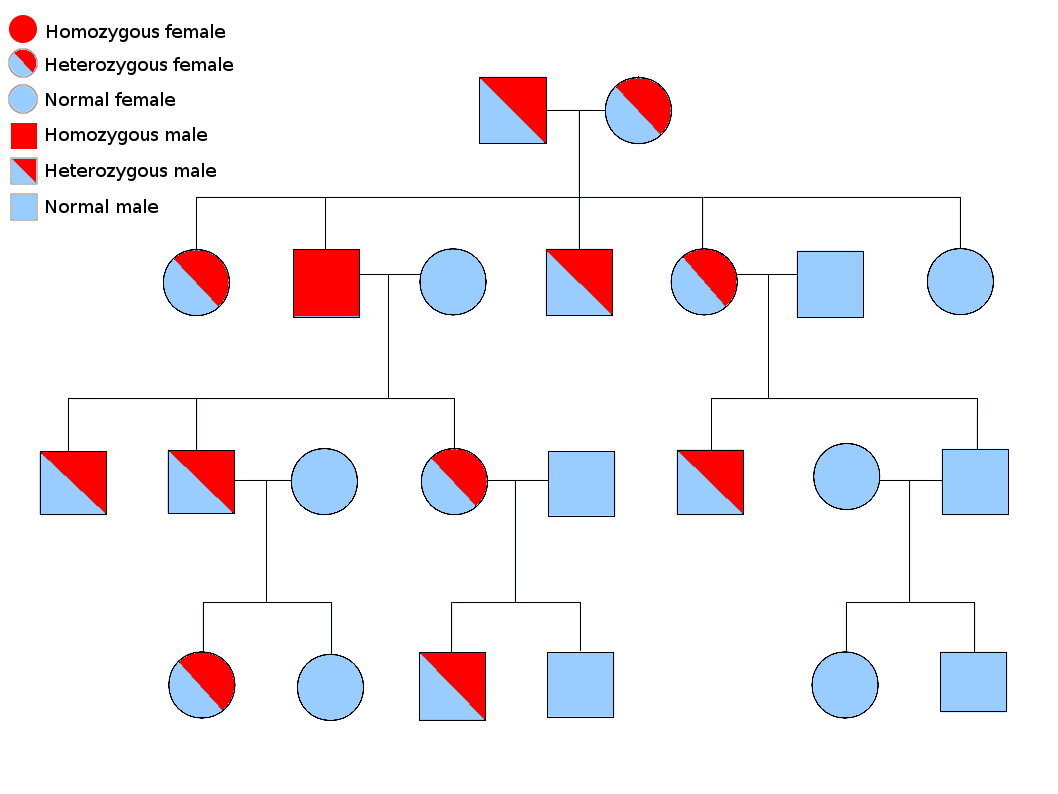
أقل شيوعا، ورثت أعراض السرطان بمتعلق صبغي متنحي. في هذا المثال الشخص الوحيد الذي سوف تزيد لديه نسبة خطر الإصابة بالسرطان هو ذكر ذو جين متنحي ومتماثل في الجيل الثاني. على الرغم من أن وجود العديد من حاملي الجين.

نسختين من كل جين توجد في جميع خلايا جسم الإنسان تسمى أليل. تنتقل أغلب متلازمات السرطان من خلال السوائل في الجسم. في هذه الحالة، وجود أليل واحد ضعيف يزيد من قابلية الإصابة بالسرطان، وعند وجود أليل طبيعي واحد وأليل ضعيف لدى الشخص فأن هذة الحالة تعرف بسيادة الوراثة المندلية. بينما عند وجود أليلين طبيعيين لدى الشخص فأن هذة الحالة تعرف بمتماثلة الجينات ونسبة أصابة الطفل في هذه الحالة تكون 50%. كما تعرف طفرة الجين الوراثي بطفرة سلالة المنشئة، وطفرة آخرى في نتائج الأليل الطبيعية في تطور السرطان. وهذا ما يعرف بفرضية الضربتين لندسون، حيث الضربة الأولى للجين هي الطفرة الموروثة والضربة الثانية تحدث في وقتٍ لاحق من الحياة. ويحتاج الأليل الواحد أن يتحور (بالمقارنة مع "السرطانات المتفرقة")، فالفرد الواحد معرض للإصابة بالسرطان أكثر من عامة الناس.
تنتقل المتلازمات أحيانًا كأصباغ جسدية متنحية. وينبغي أن يتحور كلا الأليلين من الجين لاضطراب صبغي جسدي متنحي لدى الفرد حتى تكون لديه قابلية للإصابة بالسرطان. إذا كان لدى الشخص أليل متنحي فذلك يعرف بالجينات المتمثلة المتنحية. كما يجب أن يكون لكلا الوالدين خلل في أليل واحد على الأقل حتى يكون لدى الطفل جينات متماثلة منتحية. إذا كلا لدى كلا الوالدين أليل طبيعي وأليل متحور (متباينة) ستكون نسبة إنجابهم لطفل ذو جينات متماثلة متنحية 25% (قابل للإصابة بالسرطان)، و50% لإنجاب طفل حامل لجينات معيبة، و25% لإنجاب طفل بأليل طبيعي.
ومن الامثلة على المتلازمات السرطانية ذات المتعلق الصبغي الجسدي السائد: المتلازمة التكاثرية اللمفية المناعية الذاتية (متلازمة كانال سميث)، ومتلازمة بيكويث-فيدمان (حيث تعتبر 85% منها من الحالات المتقطعه)، ومتلازمة بيرت-هوغ-دوبي، ومتلازمة كارني، والورم الحبلي الوراثي، ومتلازمة كاودن، ومتلازمة وحمة خلل التنسج بسرطان الجلد العائلي، وداء السلائل الورمي الغدي العائلي، ومتلازمة سرطان الثدي- المبيض الوراثية، وسرطان المعدة المنتشر الوراثي (HDGC)، وسرطان القولون غير البوليبي الوراثي (متلازمة لينش)، ومتلازمة هويل إيفانز للسرطان المريئي وثفان، ومتلازمة داء السلائل اليفعي، ومتلازمة لي-فراوميني السرطانية، وتكّون الورم الصماوي المتعدد، وورام عظمي غضروفي متعدد، وورام ليفي عصبي من نوع 1/2، ومتلازمة سرطان الخلايا القاعدية الوحمانية (متلازمة جورلين)، ومتلازمة بويتز جيغرز (سلائل معوية وتصبغات جلدية مخاطية)، وسرطان البروستاتا العائلي، ورام عضلي أملس وراثي لسرطان الخلايا الكلوية (LRCC)، وسرطان خلايا الحليمات الكلوية الوراثي ( HPRCC)، ومتلازمة ورم المستقتمات والقواتم الوراثية، والورم الأرومي الشبكي، والتصلب الحدبي، وداء لينداو-فون هيبل ( توسع أوعية الشبكية والمخيخ ) وورم ويلمز.
ومن الامثلة على المتلازمات السرطانية ذات المتعلق الصبغي المتنحي: ترنح توسع الشعيرات، ومتلازمة بلوم، وفقر دم فانكوني، وداء السلائل المصاحب، ومتلازمة فيرنر وجفاف الجلد المصطبغ.

## بعض الأمثلة
تزيد المتلازمات السرطانية خطورة الإصابة بالسرطان، وتختلف في خطورتها. ولا يشكل السرطان سمة أساسية لبعض الأمراض. كما تركز المقالة هنا على ارتباطهم مع زيادة خطر الإصابة بالسرطان. علمًا بأن هذه القائمة غير شاملة.

### فقر دم فانكوني
هو اضطراب مع طيف إكلينيكي، ويتمضمن بداية مبكرة وزيادة نسبة خطر الإصابة بالسرطان وضعف نخاع العظام وتشوهات خلقية. كما أن تكون الدم من أبرز مظاهر هذا الاضطراب (إنتاج الدم عن طريق نخاع العظام) وتشمل فقر الدم اللاتنسجي، ومتلازمة خلل التنسج النقوي الحاد، وسرطان الدم النخاعي. وترتبط عادةً الإصابة بالأورام الصلبة كالأورام الكبدية وسرطان الخلايا الحرشفية للمريء والبلعوم واللهاة، بفقر دم فانكوني. وتشمل التشوهات الخلقية: شذوذ الهيكل العظمي (خاصة التي تؤثر على الأيدي)، وبقع القهوة باللبن وفرط التصبغ. لا تزال بعض بعض الجينات سبب لفقر دم فانكوني ومنها: FANCA, FANCB, FANCC, FANCD2, FANCE, FANCF, FANCG, FANCI, FANCJ, FANCL, FANCM, FANCN, FANCO, FANCP and BRCA2 (التي كانت تعرف سابقاً FANCD1). الأساس في المتلازمات الوراثية هي الأصباغ الجسدية المتنحية، ولكن يمكن أن يرث جين FANCB كروموسوم أكس من الأم أو الأب ( كروموسوم أكس المتنحي الوراثي).

### داء السلائل الورمي الغدي العائلي
داء السلائل الورمي الغدي العائلي (FAP) هي متلازمة صبغية جسدية سائدة تزيد من خطر الإصابة بسرطان القولون والمستقيم. وتصيب تقريبًا شخص من بين كل ثماية الآلاف شخص ولديها انتفاذ بمقدار 100%. تغطي مئات الآلاف من الأورام الغدية الحميدة قولون الشخص المصاب بالكامل، وتؤدي في معظم الحالات إلى الإصابة بالسرطان. وتشمل الأمراض التي تزيد بشكل متكرر التالي: الأورام العظمية، وأورام الغدة الكظرية والأورام السرطانية وأورام الغدة الدرقية، والأورام الرباطية. يحدث هذا الاضطراب بسبب تحور جين (APC) الذي ينظم بروتين (β-catenin). يسبب خلل جين (APC) تراكم بروتين (β-catenin) في الخلايا وتنشيط عوامل الاستنساخ التي تتضمن تكاثر الخلايا، ونزوحها، وتمايزها، وموت الخلايا المبرمج.

### متلازمة سرطان الثدي- المبيض الوراثية
متلازمة سرطان الثدي- المبيض الوراثية (HBOC) هي اضطراب صبغي جسدي وراثي يسببها طفرات جينية لجينات (BRCA1) و(BRCA2). يزيد هذا الاضطراب من نسبة خطر الإصابة بسرطان الثدي-المبيض الوراثي لدى النساء، ويزيد أيضًا من خطر الإصابة بسرطان نفق فالوب والسرطانة الحليمية المصلية للصفاق. بينما يزداد لدى الرجال خطر الإصابة بسرطان البروستاتا. وترتبط أنواع أخرى من السرطان بشكل متضارب مع هذة المتلازمة كسرطان البنكرياس، وسرطان الثدي لدى الرجال، وسرطان القولون والمستقيم، وسرطان الرحم وعنق الرحم. وتمثل الطفرات الجينية تقريباً 7% و14% من سرطان الثدي والمبيض بعد BRCA1 وBRCA2 التي تمثل 80% من هذه الحالات. يعتبر كلاً من BRCA1 و BRCA2 إحدى أورام الجينات الكابتة التي تقوم بالمحافظة على الحمض النووي وإصلاحه. يلحق تحول الطفرات في هذه الجينات المزيد من الأضرار على الحمض النووي، والتي يمكن أن تؤدي إلى الإصابة بالسرطان.

### متلازمة سرطان القولون غير البوليبي الوراثي
تعرف متلازمة سرطان القولون غير البوليبي الوراثي أيضًا بمتلازمة لينش، وهي متلازمة سرطانية صبغية جسدية وراثية سائدة تزيد من خطر الإصابة بسرطان القولون والمستقيم. ويحدث بسبب طفرات جينية في إصلاح عدم توافق الحمض النووي (MMR)، ولا سيما MLH1، MSH2، MSH6 وPMS2. بالإضافة إلى تكرار وزيادة سرطان القولون والمستقيم وسرطانات أخرى كثيرة. وتشمل سرطان بطانة الرحم، وسرطان المعدة وسرطان المبيض وسرطان الأمعاء وسرطان البنكرياس. وقد يؤدي (HNPCC) إلى الإصابة المبكرة بسرطان القولون والمستقيم. كما تتضمن جينات (MMR) إصلاح الحمض النووي عندما تكون القواعد في كل جزء من الحمض النووي غير متطابقة. وتسمح الجينات المختلة MMR بإستمرار إدراج وحذف الطفرات في أجزاء من الحمض النووي المعروف باسم الصغرية. تصبح هذة السلسة المتكررة القصيرة من الحمض النووي غير مستقرة مما يؤدي إلى عدم استقرار الصغرية (MSI). وغالبًا ما توجد الطفرات الصغرية في الجينات المسؤولة عن بدء الورم وتقدمه، ويمكن أن يزيد (MSI) من بقاء الخلايا مما يؤدي إلى السرطان. 

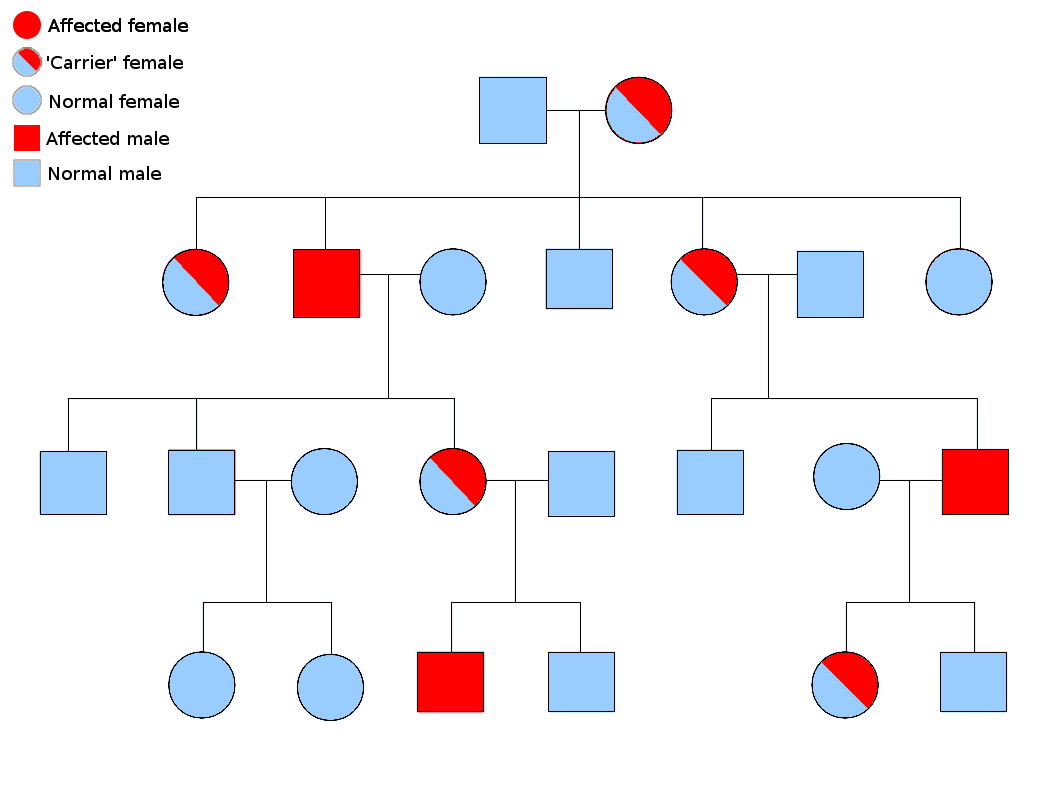
على الرغم من أن الغالبية العظمى من حالات فقر دم فانكوني موروثة بمتعلق صبغي متنحي، والتي يسببها FANCB الموروث بالصبغ X. ويبين هذا المخطط كيف يمكن أن يورث صبغ X فقر دم فانكوني إلى عدة أجيال.

### متلازمة ورم المستقتمات والقواتم الوراثية
تحدث معظم حالات ورم المستقيمات العائلي بسبب الطفرات في نازعة هيدروجين سكسينات (SDH؛ سوسينات: مؤكسدة مختزلة يوبيكوينون) الجينات المؤكسدة والمتختزلة (SDHD، SDHAF2، SDHC، SDHB).
ويرتبط PGL-1 مع طفرة SDHD، ومعظم أفراد PGL-1 المصابون بورم المستقيمات يكون بتأثير الآباء بدلا من الأمهات. حيث أن PGL1 وPGL2 هما ختمان صبغية جسدية وراثية. ويرتبط PGL-4 بطفرة SDHB ومع ارتفاع خطر الإصابة بورم القواتم، وكذلك سرطان الخلايا الكلوية وسرطان الغدة الدرقية غير النخاعي.

### متلازمة لي-فراويني
متلازمة لي-فراويني هي متلازمة صبغية جسدية سائدة. تنجم بشكل رئيسي عن طفرات في الجين (TP53)، مما يزيد بشكل كبير من مخاطر الإصابة بالعديد من أنواع السرطانات، وأيضًا يرتبط ارتباطًا وثيقًا بالإصابة المبكرة بالسرطانات. و تشمل أنواع السرطانات المرتبطة بهذا الاضطراب: الأورام اللحمية للأنسجة الرخوة (التي غالبًا ما توجد في مرحلة الطفولة)، و ساركوما العظام، وسرطان الثدي، وسرطان الدماغ وسرطان الدم وسرطان الغدة الكظرية. يكون لدى الأفراد الذين يعانون من متلازمة لي-فراويني في كثير من الأحيان عدة سرطانات ابتدائية مستقلة. قد يكون سبب الطيف السريري الكبير من هذا الاضطراب راجعًا إلى حدوث طفرات للجينات الأخرى التي تغير المرض. وتنتج الجينات بروتين TP53، وبروتين p53، التي تتضمن إيقاف دورة الخلية، وإصلاح الحمض النووي وموت الخلايا المبرمج. قد يؤثر خلل البروتين p53 على أداء هذه العمليات بشكل صحيح، مما قد يؤدي إلى تشكيل الورم. يوجد لدى 60-80% من الأشخاص المصابين بهذا الاضطراب طفرات في TP53 يمكن اكتشافها، وقد تتضمن متلازمة لي-فراوني طفرات أخرى في مسار البروتين p53.

### داء السلائل المصاحب
تساهم ميزاتها الإكلنيكية (FAP) الفرق هو أنه اضطراب صبغي جسدي متنحي وراثي التي تسببها طفرات في إصلاح جينات (MUTYH) الحمض النووي. تزيد أورام سرطان القولون والمستقيم، وأورام المعدة، وأورام الإثني عشر خطر هذا الاضطراب. 

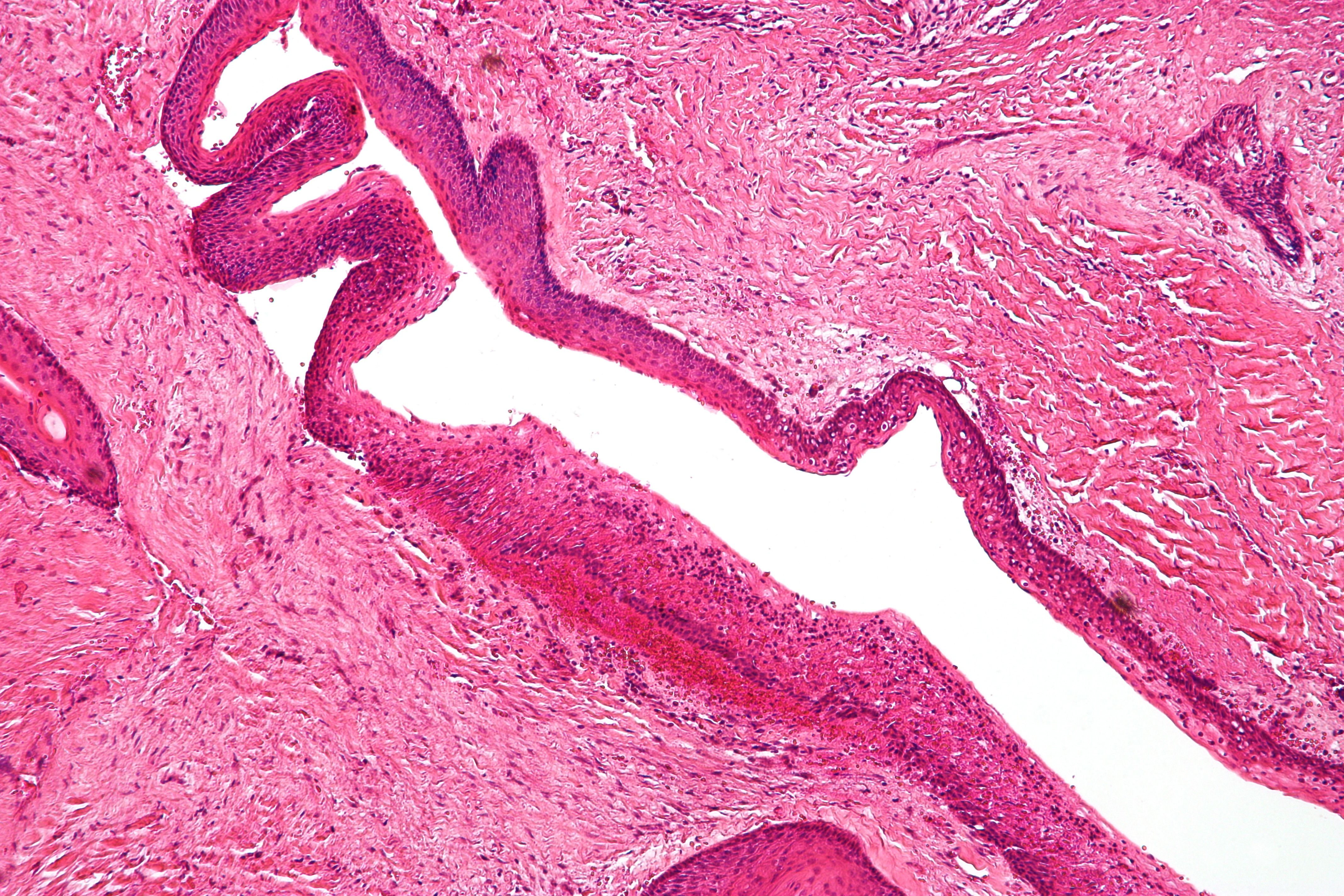
صورة مجهرية تظهر ورم وعائي مقترن سني المنشأ، وهو شائع في متلازمة سرطان الخلايا القاعدية وحمية. بقع H & E.

### متلازمة سرطان الخلايا القاعدية الوحمانية
تعرف متلازمة سرطان الخلايا القاعدية الوحمانية (NBCCS) أيضا باسم متلازمة جورلين. وهي متلازمة سرطانية صبغية جسدية سائدة وراثية حيث تزيد خطورة سرطان الخلايا القاعدية جدًا. يتميز هذا المرض بحمات الخلايا القاعدية، كيسة فك القرنية، وتشوهات الهيكل العظمي. تختلف تقديرات انتشار متلازمة سرطانة الخلية القاعدية الوحمانية، ولكنها تصيب تقريبًا شخص من بين ستين ألف شخص. يوجد سرطان الخلايا القاعدية بنسبة أعلى لدى الأشخاص ذوي البشرة البيضاء أكثر من الأشخاص ذوي البشرة السوداء؛ 80٪ و38٪ على التوالي. يعاني تقريبًا 75٪ من الأشخاص من مرض كيسة فك القرنية السنية، وغالبًا ما تصيبهم في وقت ما مبكر من حياتهم. تحدث تشوهات الهيكل العظمي الأكثر شيوعًا في الرأس والوجه، ولكن غالبًا ما تتأثر مناطق أخرى مثل القفص الصدري. تحدث الطفرة الوراثية المسببة لهذا المرض في جين (PTCH)، والمنتج من (PTCH) ورم كابت يتضمن إشارة الخلية. على الرغم من أن دور البروتين في NBCCS غير معروف، وتتضمن إشارة مسار القنفذ، والمعروف بالتحكم بنمو الخلايا.

### داء لينداو-فون هيبل
يتعبر داء لينداو-فون هيبل (VHL) حالة صبغية جسدية سائدة وراثية نادرة، ويعرض الأشخاص لأورام حميدة وخبيثة. الأورام الأكثر شيوعًا لداء لينداو-فون هيبل هي الجهاز العصبي المركزي، وورم أرومي وعائي في شبكية العين، وخلية سرطانية واضحة الكلى، وأورام الغدد الصم العصبية في البنكرياس، وخراجات البنكرياس وأورام كيس اللمف الباطن. ينتج داء لينداو-فون هيبل من طفرة في الجينات الكابتة للورم الصبغي 3p25.3.

### جفاف الجلد المصطبغ
جفاف الجلد المصطبغ (XP) هو اضطراب صبغي جسدي متنحي وراثي يتميز بحساسيته للأشعة فوق البنفسجية (UV)، وتزيد سفعة الشمس خطر الإصابة بسرطان الجلد. وتزيد نسبة خطر الإصابة بسرطان الجلد أكثر من عشرة الآلاف مرة لدى الأشخاص الطبيعيين، ويشمل العديد من أنواع سرطان الجلد، بما في ذلك الورم الملاني وسرطان الجلد غير الملاني. أيضا، تعرض الشمس اللسان والشفتين والعينين لخطر الإصابة بالسرطان. وقد يصاحب جفاف الجلد الصطبخ سرطانات داخلية آخرى وأورام حميدة. ترتبط بعض الطفرات الوراثية التي تسبب جفاف الجلد المصطبغ مع التنكس العصبي. قد ينتج جفاف الجلد المصطنع عن طفرات جينية في ثمانية جينات تنتج الإنزيمات التالية: XPA, XPB, XPC, XPD, XPE, XPF, XPG and Pol η. (XPA-XPF) XPA-XPF وهي نوكليوتيدات من الانزيمات لإصلاح الحمض النووي المتضرر من الأشعة فوق البنفسجية والبروتينات المختلة حيث ستسمح بتراكم الطفرات التي تسببها الأشعة فوق البنفسجية. Pol η هو أنزيم يتضمن تكرار الحمض النووي. وهناك العديد من الأنزيمات، ولكن Pol η هو الإنزيم الذي يعيد الحمض النووي المتضرر من الأشعة فوق البنفسجية. وتنتج الطفرات في هذا الجين أنزيم Pol η مختل حيث لا يمكن نسخ الحمض النووي المتضرر من الأشعة فوق البنفسجية. ويكون لدى الأشخاص الذين طفرات في هذا الجين مجموعة فرعية من XP و مرض XP-البديل.